# Šumice (Zlín)
Šumice (in tedesco Schumitz) è un comune della Repubblica Ceca facente parte del distretto di Uherské Hradiště, nella regione di Zlín.